# 1411
1411 (MCDXI) fue un año común comenzado en jueves del calendario juliano.

## Acontecimientos
- 11 de febrero - Se firma la Paz de Torun (Torun, Polonia).
- 21 de julio - El Papa Luna se instala en el Castillo Palacio de Peñíscola (diócesis de Tortosa).

## Nacimientos
- 21 de septiembre - Ricardo Plantagenet 3º duque de York, aspirante al trono inglés (murió en 1460).
- Juan de Mena, poeta castellano, autor de Laberinto de Fortuna.

## Fallecimientos
- 3 de junio - duque Leopoldo IV de Austria, (nacido en 1371)
- Hasdai Crescas - filósofo judío.
- Ana de Mortimer - político inglés.
- Paolo di Giovanni Fei - pintor italiano.